# Zebaztian Kadestam
Zebaztian Kadestam (Suecia; 27 de septiembre de 1990) es un artista marcial mixto sueco que actualmente compite en la categoría de peso wélter de ONE Championship, donde fue Campeón Mundial de Peso Wélter de ONE. Kadestam es reconocido por su agresivo estilo y su poder de KO.

## Carrera de artes marciales mixtas

### ONE Championship
Kadestam hizo su debut en la promoción contra Luis Santos el 26 de mayo de 2017, en ONE: Dynasty of Heroes. Ganó la pelea por KO en el tercer asalto.
Kadestam enfrentó a Ben Askren por el Campeón Mundial de Peso Wélter de ONE el 2 de septiembre de 2017, en ONE: Shangai. Perdió la pelea por TKO en el segundo asalto.
Kadestam enfrentó a Agilan Thani el 13 de julio de 2018, en ONE: Pursuit of Power. Ganó la pelea por TKO en el tercer asalto.

#### Campeonato Mundial de Peso Wélter de ONE
Kadestam enfrentó a Tyler McGuire por el Campeonato Vacante de Peso Wélter de ONE el 17 de noviembre de 2018, en ONE: Warrior's Dream. Ganó la pelea y el título por KO en el quinto asalto.
Kadestam hizo la primera defensa de su título contra Georgiy Kichigin el 8 de marzo de 2019, en ONE: Reign of Valor. Ganó la pelea por TKO al final del segundo asalto.
Kadestam enfrentó a Kiamrian Abbsov el 25 de octubre de 2020, en ONE: Dawn of Valor. Perdió la pelea y el título por decisión unánime.
Kadestam enfrentó a Gadjimurad Abdulaev el 22 de enero de 2021, en ONE: Unbreakable. Perdió la pelea por sumisión en el primer asalto.
Kadestam enfrentó al invicto Murad Ramazanov el 17 de diciembre de 2021, en ONE: Winter Warriors 2. Perdió la pelea por decisión unánime.
Kadestam enfrentó a Valmir da Silva el 25 de febrero de 2022, en ONE: Full Circle. Ganó la pelea por KO en el primer asalto.
Kadestam enfrentó al ex-retador titular de peso ligero Iuri Lapicus el 26 de agosto de 2022, en ONE on Prime Video 1. Ganó la pelea por KO en el primer asalto.
Kadestam enfrentó a Roberto Soldić el 5 de mayo de 2023, en ONE Fight Night 10. Ganó la pelea por TKO en el segundo asalto. Esta victoria lo hizo merecedor del premio de Actuación de la Noche.

## Campeonatos y logros
- ONE Championship
  - Campeonato Mundial de Peso Wélter de ONE (Una vez)
    - Una defensa titular exitosa

  - Actuación de la Noche (Una vez) vs. Roberto Soldić[4]

- Pacific X-treme Combat
  - Campeonato de Peso Wélter de PXC
    - Dos defensas titulares exitosas

## Récord en artes marciales mixtas
| Récord profesional | Récord profesional | Récord profesional |
| 22 peleas          | 15 victorias       | 7 derrotas         |
| ------------------ | ------------------ | ------------------ |
| Nocaut             | 13                 | 1                  |
| Sumisión           | 1                  | 2                  |
| Decisión           | 1                  | 4                  |

| Resultado | Récord | Oponente            | Método                      | Evento                 | Fecha                    | Ronda | Tiempo | Localización  | Notas                                                     |
| --------- | ------ | ------------------- | --------------------------- | ---------------------- | ------------------------ | ----- | ------ | ------------- | --------------------------------------------------------- |
|           |        | Murad Ramazanov     |                             |                        |                          |       |        |               | Por el Campeonato Interino de Peso Wélter de ONE.         |
| Victoria  | 15–7   | Roberto Soldić      | TKO (golpes)                | ONE Fight Night 10     | 5 de mayo de 2023        | 2     | 0:45   | Broomfield    | Actuación de la Noche.                                    |
| Victoria  | 14–7   | Iuri Lapicus        | KO (uppercut)               | ONE on Prime Video 1   | 26 de agosto de 2022     | 1     | 0:57   | Kallang       | Pelea en peso pactado (188 lbs). Kadestam no dio el peso. |
| Victoria  | 13–7   | Valmir da Silva     | KO (golpes)                 | ONE: Full Circle       | 25 de febrero de 2022    | 1     | 1:26   | Kallang       |                                                           |
| Derrota   | 12–7   | Murad Ramazanov     | Decisión (unánime)          | ONE: Winter Warriors 2 | 17 de diciembre de 2021  | 3     | 5:00   | Kallang       |                                                           |
| Derrota   | 12–6   | Gadjimurad Abdulaev | Sumisión (neck crank)       | ONE: Unbreakable       | 22 de enero de 2021      | 1     | 2:08   | Kallang       |                                                           |
| Derrota   | 12–5   | Kiamrian Abbasov    | Decisión (unánime)          | ONE: Dawn of Valor     | 25 de octubre de 2019    | 5     | 5:00   | Yakarta       | Perdió el Campeonato de Peso Wélter de ONE.               |
| Victoria  | 12–4   | Georgiy Kichigin    | TKO (retiro)                | ONE: Reign of Valor    | 8 de marzo de 2019       | 2     | 5:00   | Rangún        | Defendió el Campeonato de Peso Wélter de ONE.             |
| Victoria  | 11–4   | Tyler McGuire       | KO (puñetazo)               | ONE: Warrior's Dream   | 17 de noviembre de 2018  | 5     | 4:32   | Pásay         | Ganó el Campeonato Vacante de Peso Wélter de ONE.         |
| Victoria  | 10–4   | Agilan Thani        | TKO (rodillazo y codazos)   | ONE: Pursuit of Power  | 13 de julio de 2018      | 3     | 1:56   | Kuala Lumpur  |                                                           |
| Derrota   | 9–4    | Ben Askren          | TKO (golpes)                | ONE: Shangai           | 2 de septiembre de 2017  | 2     | 4:09   | Shanghái      | Por el Campeonato de Peso Wélter de ONE.                  |
| Victoria  | 9–3    | Luis Santos         | KO (rodillazos)             | ONE: Dynasty of Heroes | 26 de mayo de 2017       | 3     | 2:18   | Kallang       |                                                           |
| Derrota   | 8–3    | Juho Valamaa        | Sumisión (rear-naked choke) | Superior Challenge 15  | 1 de abril de 2017       | 2     | 0:00   | Estocolmo     | Pelea en peso pactado (176 lbs).                          |
| Victoria  | 8–2    | Glenn Sparv         | KO (golpes)                 | PXC 53                 | 8 de abril de 2016       | 1     | 0:11   | Manila        | Defendió el Campeonato de Peso Wélter de PXC.             |
| Derrota   | 7–2    | Håkon Foss          | Decisión (dividida)         | IRFA 9                 | 26 de septiembre de 2015 | 3     | 5:00   | Solna         |                                                           |
| Victoria  | 7–1    | Han Seul Kim        | TKO (golpes)                | PXC 47                 | 13 de marzo de 2015      | 2     | 2:35   | Guam          | Defendió el Campeonato de Peso Wélter de PXC.             |
| Victoria  | 6–1    | Josh Calvo          | Decisión (unánime)          | PXC 44                 | 27 de junio de 2014      | 3     | 5:00   | Mangilao      | Por el Campeonato Vacante de Peso Wélter de PXC.          |
| Victoria  | 5–1    | Ross Ebanez         | TKO (head kick)             | PXC 39                 | 14 de septiembre de 2013 | 1     | 2:31   | Manila        |                                                           |
| Derrota   | 4–1    | Silas Maynard       | Decisión (unánime)          | DBF 1                  | 19 de julio de 2013      | 3     | 5:00   | Hunán         |                                                           |
| Victoria  | 4–0    | Ronald Jhun         | TKO (leg kicks)             | PXC 35                 | 16 de febrero de 2013    | 1     | 0:00   | Pásig         |                                                           |
| Victoria  | 3–0    | Patrick Manicad     | Sumisión (rear-naked choke) | PXC 34                 | 17 de noviembre de 2012  | 1     | 2:01   | Ciudad Quezon |                                                           |
| Victoria  | 2–0    | Isamu Himura        | TKO (golpes)                | Dare Fight Sports      | 29 de sepiembre de 2012  | 3     | 3:40   | Bangkok       |                                                           |
| Victoria  | 1–0    | Seok Mo Kim         | KO (puñetazo)               | PRO Fighting 5         | 17 de julio de 2011      | 1     | 0:14   | Taipéi        | Debut en peso wélter.                                     |